# Podatek rolny
Podatek rolny – rodzaj podatku, uregulowanego przez Ustawę o podatku rolnym z 15 listopada 1984 r. 

## Zakres przedmiotowy opodatkowania
Opodatkowaniu podatkiem rolnym podlegają grunty sklasyfikowane w ewidencji gruntów i budynków jako użytki rolne lub jako grunty zadrzewione i zakrzewione na użytkach rolnych, z wyjątkiem gruntów zajętych na prowadzenie działalności gospodarczej innej niż działalność rolnicza.

## Zakres podmiotowy opodatkowania
Podatnikami podatku rolnego są osoby fizyczne, osoby prawne, jednostki organizacyjne, w tym spółki, nieposiadające osobowości prawnej, które są: 
- właścicielami gruntów;
- posiadaczami samoistnymi gruntów[3];
- użytkownikami wieczystymi gruntów;
- posiadaczami gruntów, stanowiących własność Skarbu Państwa lub jednostki samorządu terytorialnego, jeżeli posiadanie:
  - wynika z umowy zawartej z właścicielem, z Agencją Nieruchomości Rolnych lub z innego tytułu prawnego albo
  - jest bez tytułu prawnego, z wyjątkiem gruntów wchodzących w skład Zasobu Własności Rolnej Skarbu Państwa lub będących w zarządzie Lasów Państwowych; w tym przypadku podatnikami są odpowiednio jednostki organizacyjne Agencji Nieruchomości Rolnych i Lasów Państwowych.

Z podatku rolnego zwolnione są gminy i Skarb Państwa.

## Podstawa opodatkowania

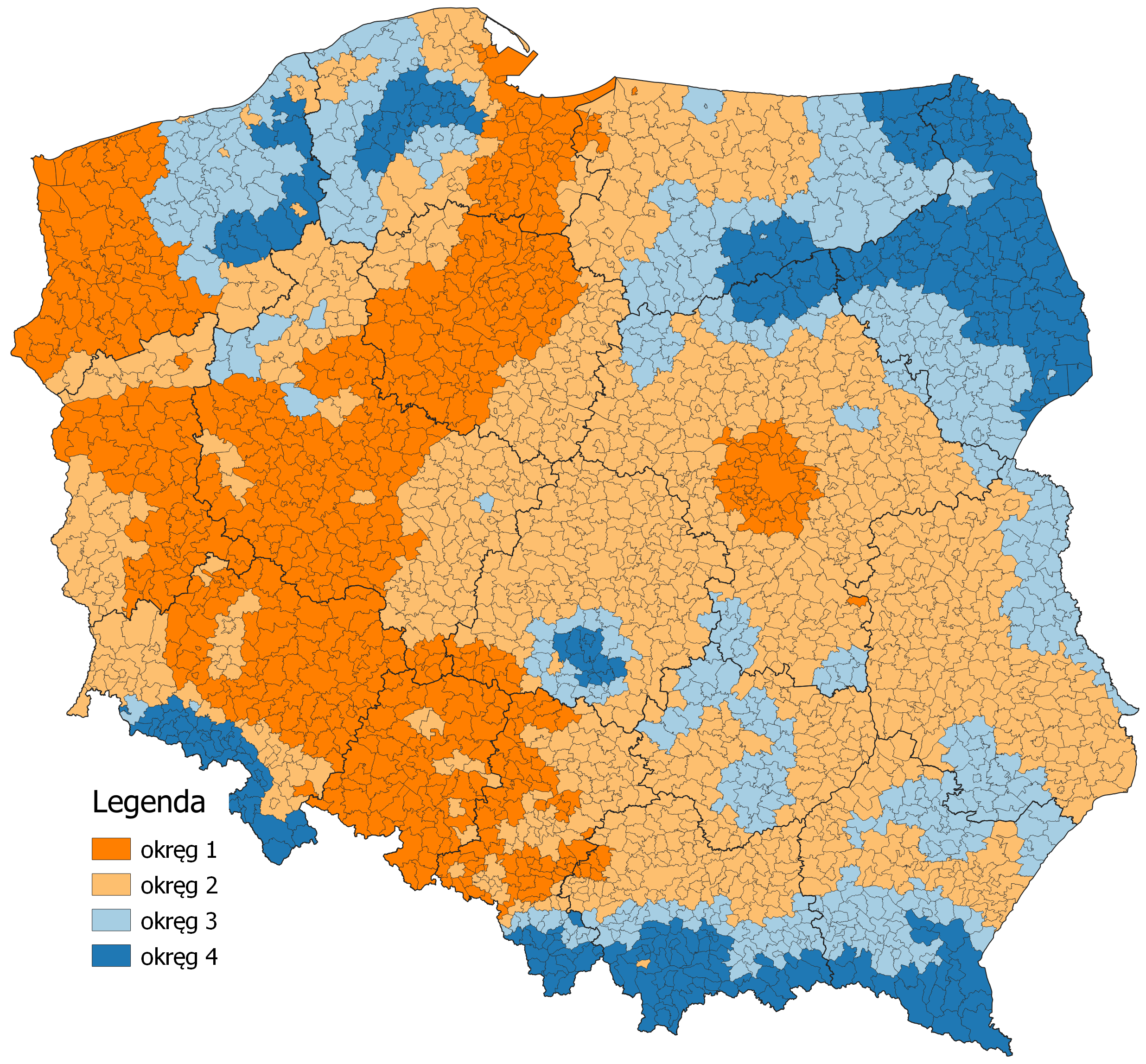
Okręgi podatkowe w Polsce

Dla gruntów gospodarstw rolnych podstawę opodatkowania stanowi liczba hektarów przeliczeniowych ustalana na podstawie powierzchni, rodzajów i klas użytków rolnych wynikających z ewidencji gruntów i budynków oraz zaliczenia do okręgu podatkowego. Dla pozostałych gruntów - liczba hektarów wynikająca z ewidencji gruntów i budynków.

## Wysokość i wymierzanie podatku
Od 1 ha przeliczeniowego gruntów będących częścią gospodarstwa rolnego podatek zawiera się w równowartości pieniężnej 2,5 q żyta. Od 1 ha innych gruntów jest to równowartość pieniężna 5 q żyta. Ceny ustala się według średniej skupu żyta za 11 kwartałów poprzedzających kwartał poprzedzający rok podatkowy, ogłasza ją Prezes GUS najpóźniej do 20 października każdego roku. W sytuacji relatywnie wysokich cen żyta rady gmin powszechnie korzystają ze swojego przywileju obniżenia obowiązujących cen.
Obowiązek podatkowy powstaje od pierwszego dnia miesiąca następującego po miesiącu, w którym zaistniały okoliczności uzasadniające powstanie tego obowiązku. Obowiązek podatkowy wygasa ostatniego dnia miesiąca, w którym przestały istnieć okoliczności uzasadniające ten obowiązek. 
Organem podatkowym właściwym w sprawach podatku rolnego jest wójt (burmistrz, prezydent miasta). Podatek rolny na rok podatkowy od osób fizycznych ustala się w drodze decyzji wydawanej przez organ podatkowy właściwy ze względu na miejsce położenia gruntów. Podatek jest płatny w ratach proporcjonalnych do czasu trwania obowiązku podatkowego w terminach do dnia 15 marca, 15 maja, 15 września i 15 listopada roku podatkowego.
W 2019 r. podatek rolny wynosił:
- 139,50 zł (od 1 ha przeliczeniowego gruntów),
- 271,80 zł (od 1 ha pozostałych gruntów).